# Obština Sandanski
Obština Sandanski (bulharsky Община Сандански) je bulharská jednotka územní samosprávy v Blagoevgradské oblasti. Leží v jihozápadním Bulharsku u hranic s Řeckem, na západních svazích Pirinu a v údolí Strumy. Správním střediskem je město Sandanski, kromě něj obština zahrnuje 1 město a 52 vesnice. Žije zde necelých 38 tisíc stálých obyvatel.

## Sídla
| - Belevechčevo - Beljovo - Boždovo - Čerešnica - Damjanica - Debrene - Doleni - Džigurovo - Golem Calim - Golešovo - Gorna Sušica - Gorno Spančevo - Chărsovo - Chotovo - Chrasna - Janovo - Kalimanci - Kărlanovo | - Kašina - Katunci - Kovačevo - Krăstilci - Ladarevo - Laskarevo - Lebnica - Lechovo - Lešnica - Levunovo - Liljanovo - Ljubovište - Ljubovka - Lozenica - Malki Calim - Melnik - Novo Delčevo - Novo Chodžovo | - Petrovo - Piperica - Pirin - Ploski - Polenica - Rožen - Sandanski (sídlo správy) - Sklave - Spatovo - Stoža - Struma - Sugarevo - Vălkovo - Vichren - Vinogradi - Vraňa - Zlatolist - Zornica |

## Sousední obštiny
| Růžice kompasu | Strumjani         | Kresna | Bansko       | Růžice kompasu |
| Růžice kompasu |                   | Sever  | Goce Delčev  | Růžice kompasu |
| Růžice kompasu | Obština Sandanski |        | Goce Delčev  | Růžice kompasu |
| Růžice kompasu | Jih               |        | Goce Delčev  | Růžice kompasu |
| Růžice kompasu | Petrič            |        | Chadžidimovo | Růžice kompasu |

## Obyvatelstvo
V obštině žije 37 873 stálých obyvatel a včetně přechodně hlášených obyvatel 44 615. Podle sčítáni 1. února 2011 bylo národnostní složení následující:
- Bulhaři: 35 771 (96.3 %)
- Romové: 596 (1.6 %)
- Turci: 245 (0.7 %)
- ostatní: 519 (1.4 %)